# Nemeskisfalud
Nemeskisfalud là một thị trấn thuộc hạt Somogy, Hungary. Thị trấn này có diện tích 2,82 km², dân số năm 2010 là 105 người, mật độ 37 người/km².